# Mistrzostwa Polski w Szachach 1985
Mistrzostwa Polski w Szachach 1985 – turnieje szachowe, rozegrane w 1985 r. w Gdyni (mężczyźni), Sandomierzu (kobiety) i Warszawie (dogrywka mężczyzn), mające na celu wyłonienie 42. mistrza Polski mężczyzn oraz 37. mistrzynię Polski kobiet. Oba turnieje rozegrano systemem kołowym z udziałem 16 zawodników i 14 zawodniczek. 
Złote medale zdobyli: Ignacy Nowak (1. raz w karierze) i Małgorzata Wiese (1. raz w karierze)

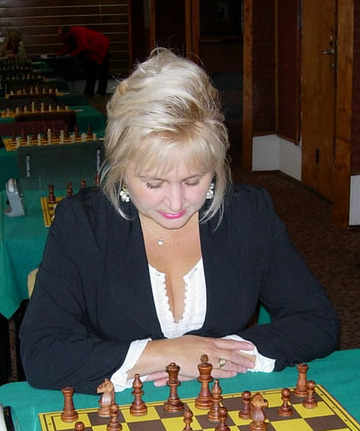

## Wyniki 42. Mistrzostw Polski Mężczyzn
Gdynia, 6 – 23 lutego 1985
| Miejsce | Zawodnicy              | Ranking | 1 | 2 | 3 | 4 | 5 | 6 | 7 | 8 | 9 | 10 | 11 | 12 | 13 | 14 | 15 | 16 | Razem | Berger |
| ------- | ---------------------- | ------- | - | - | - | - | - | - | - | - | - | -- | -- | -- | -- | -- | -- | -- | ----- | ------ |
| 1 – 3   | Jan Adamski            | 2450    |   | ½ | ½ | ½ | ½ | 1 | ½ | ½ | ½ | ½  | ½  | 1  | ½  | ½  | 1  | ½  | 9     | 66,25  |
| 1 – 3   | Piotr Staniszewski     | 2365    | ½ |   | ½ | ½ | ½ | ½ | 1 | ½ | ½ | ½  | ½  | ½  | 1  | ½  | ½  | 1  | 9     | 65,50  |
| 1 – 3   | Ignacy Nowak           | 2395    | ½ | ½ |   | ½ | ½ | ½ | 1 | ½ | ½ | 1  | ½  | 0  | ½  | 1  | ½  | 1  | 9     | 65,25  |
| 4       | Artur Sygulski         | 2445    | ½ | ½ | ½ |   | ½ | ½ | ½ | ½ | ½ | ½  | ½  | ½  | 1  | 1  | ½  | ½  | 8½    | 62,50  |
| 5       | Stefan Dejkało         | 2325    | ½ | ½ | ½ | ½ |   | ½ | 1 | 0 | ½ | ½  | ½  | ½  | ½  | 1  | 1  | ½  | 8½    | 62,25  |
| 6       | Jerzy Bany             | 2435    | 0 | ½ | ½ | ½ | ½ |   | 1 | ½ | ½ | ½  | 1  | 1  | ½  | 0  | 1  | ½  | 8½    | 61,75  |
| 7       | Bogusław Sygulski      | 2270    | ½ | 0 | 0 | ½ | 0 | 0 |   | ½ | ½ | 1  | ½  | 1  | 1  | 1  | ½  | ½  | 7½    |        |
| 8       | Roman Tomaszewski      | 2405    | ½ | ½ | ½ | ½ | 1 | ½ | ½ |   | ½ | 1  | 0  | ½  | 0  | 0  | ½  | ½  | 7     | 54,00  |
| 9       | Zbigniew Jaśnikowski   | 2435    | ½ | ½ | ½ | ½ | ½ | ½ | ½ | ½ |   | 0  | ½  | ½  | ½  | ½  | ½  | ½  | 7     | 53,00  |
| 10      | Krzysztof Żołnierowicz | 2270    | ½ | ½ | 0 | ½ | ½ | ½ | 0 | 0 | 1 |    | 1  | 1  | ½  | 0  | ½  | ½  | 7     | 52,00  |
| 11      | Krzysztof Pytel        | 2435    | ½ | ½ | ½ | ½ | ½ | 0 | ½ | 1 | ½ | 0  |    | 0  | 1  | 0  | ½  | 1  | 7     | 51,75  |
| 12      | Jerzy Pokojowczyk      | 2405    | 0 | ½ | 1 | ½ | ½ | 0 | 0 | ½ | ½ | 0  | 1  |    | ½  | 1  | ½  | ½  | 7     | 51,75  |
| 13      | Robert Kuczyński       | 2415    | ½ | 0 | ½ | 0 | ½ | ½ | 0 | 1 | ½ | ½  | 0  | ½  |    | 1  | ½  | 1  | 7     | 50,00  |
| 14      | Adam Cichocki          | 2250    | ½ | ½ | 0 | 0 | 0 | 1 | 0 | 1 | ½ | 1  | 1  | 0  | 0  |    | ½  | ½  | 6½    |        |
| 15      | Konrad Kojder          | 2370    | 0 | ½ | ½ | ½ | 0 | 0 | ½ | ½ | ½ | ½  | ½  | ½  | ½  | ½  |    | ½  | 6     |        |
| 16      | Zbigniew Szymczak      | 2335    | ½ | 0 | 0 | ½ | ½ | ½ | ½ | ½ | ½ | ½  | 0  | ½  | 0  | ½  | ½  |    | 5½    |        |

### Dogrywka
Warszawa, 20 – 27 maja 1985
| Miejsce | Zawodnicy          | Ranking | R1  | R2  | R3  | Razem |
| ------- | ------------------ | ------- | --- | --- | --- | ----- |
| złoto   | Ignacy Nowak       | 2395    |     | ½ ½ | 1 1 | 3     |
| srebro  | Jan Adamski        | 2450    | ½ ½ |     | 1 ½ | 2½    |
| brąz    | Piotr Staniszewski | 2365    | 0 0 | 0 ½ |     | ½     |

## Wyniki 37. Mistrzostw Polski Kobiet
Sandomierz, 10 – 24 lutego 1985
| Miejsce | Zawodniczki            | Ranking | 1 | 2 | 3 | 4 | 5 | 6 | 7 | 8 | 9 | 10 | 11 | 12 | 13 | 14 | Razem | Berger |
| ------- | ---------------------- | ------- | - | - | - | - | - | - | - | - | - | -- | -- | -- | -- | -- | ----- | ------ |
| złoto   | Małgorzata Wiese       | 2160    |   | ½ | ½ | ½ | 1 | ½ | ½ | 1 | ½ | 1  | 1  | 1  | 1  | ½  | 9½    |        |
| srebro  | Joanna Jagodzińska     | 2100    | ½ |   | 1 | ½ | ½ | ½ | 1 | 1 | 0 | ½  | 1  | ½  | 1  | 1  | 9     |        |
| brąz    | Barbara Kaczorowska    | 1875    | ½ | 0 |   | ½ | 1 | 1 | 0 | ½ | 1 | 1  | 1  | 1  | ½  | ½  | 8½    | 51,75  |
| 4       | Bożena Sikora-Giżyńska | 2035    | ½ | ½ | ½ |   | 0 | 0 | 0 | 1 | 1 | 1  | 1  | 1  | 1  | 1  | 8½    | 48,50  |
| 5       | Grażyna Szmacińska     | 2120    | 0 | ½ | 0 | 1 |   | 1 | 1 | 1 | 0 | 0  | ½  | 1  | 1  | 1  | 8     |        |
| 6       | Jolanta Rojek          | 1935    | ½ | ½ | 0 | 1 | 0 |   | ½ | ½ | 0 | 0  | 1  | ½  | 1  | 1  | 6½    |        |
| 7       | Ewa Kaczmarek          | 1975    | ½ | 0 | 1 | 1 | 0 | ½ |   | 0 | ½ | 1  | 0  | ½  | ½  | ½  | 6     | 39,50  |
| 8       | Elżbieta Sosnowska     | 2050    | 0 | 0 | ½ | 0 | 0 | ½ | 1 |   | ½ | 0  | 1  | 1  | 1  | ½  | 6     | 32,50  |
| 9       | Hanna Wesołowska       | 1970    | ½ | 1 | 0 | 0 | 1 | 1 | ½ | ½ |   | 0  | 0  | 0  | ½  | ½  | 5½    | 38,00  |
| 10      | Iwona Świecik          | 2015    | 0 | ½ | 0 | 0 | 1 | 1 | 0 | 1 | 1 |    | 0  | 0  | ½  | ½  | 5½    | 34,25  |
| 11      | Ewa Nagrocka           | 2085    | 0 | 0 | 0 | 0 | ½ | 0 | 1 | 0 | 1 | 1  |    | 0  | 1  | 1  | 5½    | 28,50  |
| 12      | Hanna Zboroń           | 1975    | 0 | ½ | 0 | 0 | 0 | ½ | ½ | 0 | 1 | 1  | 1  |    | 0  | ½  | 5     |        |
| 13      | Krystyna Radzikowska   | 1995    | 0 | 0 | ½ | 0 | 0 | 0 | ½ | 0 | ½ | ½  | 0  | 1  |    | 1  | 4     |        |
| 14      | Irena Hebisch          | 1870    | ½ | 0 | ½ | 0 | 0 | 0 | ½ | ½ | ½ | ½  | 0  | ½  | 0  |    | 3½    |        |